# Alva Colquhoun
Alva Colquhoun, née le 28 février 1942 à Brisbane, est une nageuse australienne spécialiste des épreuves en nage libre.

## Palmarès

### Jeux olympiques
- Jeux olympiques de 1960 à Rome (Italie) :
  -  Médaille d'argent sur 4x100 m nage libre[1].

### Jeux du Commonwealth
- Jeux de l'Empire britannique et du Commonwealth de 1958 à Cardiff (pays de Galles) :
  -  Médaille d'or sur 4x110 yards nage libre.
  -  Médaille d'argent sur 4x110 yards quatre nages.
  -  Médaille de bronze sur 110 yards nage libre.